# Il papà migliore del mondo
Il papà migliore del mondo (World's Greatest Dad) è un film del 2009 diretto e sceneggiato da Bobcat Goldthwait, con protagonista Robin Williams.

## Trama
Lance Clayton è un insegnante di inglese che sogna una carriera da scrittore, padre di Kyle, un quindicenne nichilista, non troppo sveglio e ossessionato dal sesso.
Una notte Lance trova il figlio morto asfissiato durante una imbarazzante pratica autoerotica e, per nascondere le vere ragioni della morte e dare a Kyle una fine più dignitosa, scrive una finta lettera di addio e inscena un suicidio. Ritrovandosi circondato dall'affetto di amici, tra cui la bizzarra vicina di casa Bonnie, e sconosciuti, Lance decide di scrivere un intero finto diario del figlio e di pubblicarlo.
Il libro avrà un grande successo mediatico e di pubblico, e metterà Lance nella scomoda situazione di dover decidere se dire la verità o far sopravvivere un'immagine totalmente falsata - benché molto positiva - di suo figlio.